# آرثر ويليام سافاج
آرثر ويليام سافاج (بالإنجليزية: Arthur William Savage)‏ هو مخترِع جامايكي، ولد في 13 مايو 1857 في كينغستون في جامايكا، وتوفي في 22 سبتمبر 1938 في سان دييغو في الولايات المتحدة.